# Јежинац
Јежинац је насељено мјесто у граду Сребренику, Босна и Херцеговина.

## Историја
Јежинац је настао 1971. године издвајањем из насеља Шпионица Доња.

## Становништво
|                      | 2013.        | 1991.         | 1981.         | 1971.         |
| Укупно               | 593 (100,0%) | 513 (100,0%)  | 493 (100,0%)  | 477 (100,0%)  |
| Бошњаци              | 582 (98,15%) | 512 (99,81%)1 | 493 (100,0%)1 | 477 (100,0%)1 |
| Босанци              | 4 (0,675%)   | –             | –             | –             |
| Муслимани            | 2 (0,337%)   | –             | –             | –             |
| Босанци и Херцеговци | 2 (0,337%)   | –             | –             | –             |
| Остали               | 2 (0,337%)   | 1 (0,195%)    | –             | –             |
| Непознато            | 1 (0,169%)   | –             | –             | –             |

1. 1 На пописима од 1971. до 1991. Бошњаци су пописивани углавном као Муслимани.